# Слой совместимости
Слой совместимости (от английского Compatibility layer) — программная или аппаратная прослойка (интерфейс?) для перевода системных вызовов между конкретной системой и не совместимым с ней компонентом, который изначально был создан для другой, отличающейся от данной системы.
Слой совместимости применяется в частности для запуска устаревшего или созданного для другой операционной системы прикладного программного обеспечения, игр и других компонентов (системных библиотек, драйверов и прочего).

##### Примеры программных слоёв совместимости
- Application Compatibility Toolkit — слой совместимости в ОС Windows, для запуска приложений написанных для ранее выпущенных версий этого семейства операционных систем.
- Darling — для запуска (в теории) приложений созданныx для MacOS в среде ОС семейства Linux.
- WINE (Wine Is Not an Emulator) — для запуска приложений, системных библиотек и драйверов (экспериментальная функция) созданных для операционных систем семейства Windows, в среде операционныx систем Android, Linux, MacOS.
- WSL (Windows Subsystem for Linux) — для запуска как отделенных приложений так и целого образа операционной системы из семейства Linux в среде Windows, без использования виртуализации.